# Збур'ївський Кут
Збу́р'ївський Кут  — дельтове озеро в Голопристанському районі. Сполучається протокою з Дніпровсько-Бузьким лиманом та з річкою Конкою. Розміри 9x3 км, площа 21 км², глибина до 4 м. Прозорість 1-1,5 м. Глибина від 0,5 до 4 м, максимальна – до 4,5 м. Улоговина видовжено-овальної форми. Південні береги високі, піщані, північні – низовинні. Живиться за рахунок водообміну з Дніпром . Температура води влітку понад +25 °С. Мінералізація води 212–512 мг/л, прозорість – 1,0–1,5 м. Дно біля південних берегів піщане, у центральній частині вкрите шаром чорного сапропелевого мулу з домішками черепашок. Уздовж берегів – зарості очерету південного, куги озерної, латаття білого, глечиків жовтих; у східній частині – водяного горіху. Водяться ондатра, єнотоподібна собака. Озеро Збур'ївський Кут – місце нересту ляща, судака, осетрових та ін. Озеро є судноплавним.

## Історія
Назва "Збур'ївський Кут" походить від прізвища козацького ватажка Самійла Зборовського. Назва виникла на згадку про вдалий маневр запорізьких козаків на чолі з Самійлом Зборовським під час прикордонних сутичок з турками. Зборовський супроводжував козаків-промисловців, що видобували сіль на прогноївських озерах. Коли ескадра вислана очаківським пашею атакувала козаків, Зборовський удаваним нападом заманив їх у вузьке місце. в якому турки не зважились вступити в бій і відступили. Відтоді ця місцевість здобула назву «Кут Зборовського» ця назва за кілька століть трансформувалося в назву "Збур'ївський Кут". Збур’ївський Кут мав для козаків велике стратегічне значення: в ньому переховувалися козацькі флотилії, які готувалися до походів; ховалися в ньому від штормів. А для того, щоб було зручно заходити в Збур’ївський Кут, козаки вирили зигзагоподібну канаву з шістнадцятьма поворотами. Козацька «чайка» вільно проходила цією канавою, легко справляючись з її поворотами, а турецькій галері було важко маневрувати – вона не вписувалась в повороти і сідала на мілину. Сьогодні ця канава називається Переволокою. Довжина її – 1000-1100 метрів. На березі Збур'ївського Кута до середини 1774 року містився козацький спостережний пост.